# Kickeshausen
Kickeshausen ist eine Ortsgemeinde im Eifelkreis Bitburg-Prüm in Rheinland-Pfalz. Sie gehört der Verbandsgemeinde Arzfeld an.

## Geographie
Der Ort liegt in der Südeifel, etwa zwei Kilometer südlich von Arzfeld, am Rande des Deutsch-Luxemburgischen Naturparks und wird durch den Enzbach entwässert.
Zu Kickeshausen gehören die Wohnplätze Grünenseifen, Hahnenpfuhl, Leibighof, Neuhof und Pickhof. Der nordöstlich des Kernorts liegende Weiler Steinrausch gehört nur zum Teil zu Kickeshausen, teilweise liegt er auf der Gemarkung von Olmscheid.
Die Gemeinde gehört der Fläche nach zu den kleinsten Gemeinden des Eifelkreises Bitburg-Prüm. Mit 82,2 % wird ein im Vergleich zum Umland hoher Anteil des Gemeindegebietes landwirtschaftlich genutzt, die Siedlungs- und Verkehrsfläche ist mit 8,9 % höher als das von Wald bestandene Gebiet mit 8,0 % (Stand 2011).
Kickeshausen teilt seine Grenzen mit Irrhausen im Norden, Arzfeld im Osten, Jucken im Süden sowie Olmscheid im Westen.

## Geschichte
Der Ort ist vermutlich keltischen Ursprungs, worauf eine keltische Fliehburg Hicastel bei Olmscheid  schließen lässt, und war bereits im 6. Jahrhundert v. Chr. besiedelt. Auch Reste einer römischen Wehranlage sind überliefert.
Bis zum Ende des 18. Jahrhunderts gehörte Kickeshausen zur Meierei Binscheid in der luxemburgischen Herrschaft Dasburg im Quartier Vianden.
Nach der Inbesitznahme der Österreichischen Niederlande (1794), zu denen das Herzogtum Luxemburg gehörte, und der Übernahme der französischen Verwaltungsstrukturen (1795) gehörte Kickeshausen zur Mairie Olmscheid im Kanton Arzfeld, der verwaltungsmäßig zum Arrondissement Bitburg im Departement Wälder gehörte.
Aufgrund der Beschlüsse auf dem Wiener Kongress kam die Region 1815 an das Königreich Preußen. Unter der preußischen Verwaltung gehörte Kickeshausen von 1816 an zur Bürgermeisterei Olmscheid im neu errichteten Kreis Prüm im Regierungsbezirk Trier.
Bevölkerungsentwicklung
Die Entwicklung der Einwohnerzahl von Kickeshausen, die Werte von 1871 bis 1987 beruhen auf Volkszählungen:
| Jahr | Einwohner |
| ---- | --------- |
| 1815 | 40        |
| 1835 | 39        |
| 1871 | 33        |
| 1905 | 83        |
| 1939 | 57        |
| 1950 | 58        |
| 1961 | 46        |

| Jahr | Einwohner |
| ---- | --------- |
| 1970 | 38        |
| 1987 | 36        |
| 1997 | 35        |
| 2005 | 37        |
| 2011 | 40        |
| 2017 | 52        |
| 2023 | 44        |

Mit 44 Einwohnern gehört Kickeshausen zu den kleinsten Gemeinden in Rheinland-Pfalz.

## Politik

### Bürgermeister
Albert Zimmermann wurde im September 2010 Ortsbürgermeister von Kickeshausen. Bei der Direktwahl am 26. Mai 2019 wurde er mit einem Stimmenanteil von 84,62 % für weitere fünf Jahre in seinem Amt bestätigt. Er wurde im Juni 2024 wiedergewählt.

## Wirtschaft und Infrastruktur
Kickeshausen ist heute eine landwirtschaftlich geprägte Wohngemeinde. Seit 1971, als noch 9 landwirtschaftliche Betriebe gezählt worden waren, hat die landwirtschaftlich genutzte Fläche von 109 ha auf 128 ha (2007) zugenommen, die von 3 Betrieben bewirtschaftet wurden.
Die Ortsgemeinde liegt etwa zwei Kilometer südlich der Bundesstraße 410. Der nächste Bahnhof ist Clerf an der Luxemburger Nordbahn, etwa 25 km westlich im Großherzogtum Luxemburg gelegen.